# La Loi du bidouble
La Loi du bidouble est un album de la série Achille Talon paru en 1982.

## Résumé
Dans cette histoire, le professeur Samson Fo-Pli (déjà vu dans Le Grain de la folie) invite Achille Talon et Hilarion Lefuneste à venir admirer sa dernière découverte : des cristaux extraits d'une météorite, qui permettent de faire entrer n'importe quoi en état de lévitation, et surtout, grâce à leur utilisation dans une machine appelée le bidouble, permettent de dupliquer n'importe quel objet. Mais le bidouble attire les convoitises d'André Pugnan-Lodyeu, personnage peu fréquentable, qui veut se servir de cet engin afin de s'enrichir personnellement.